# Samsung Galaxy A3 (2016)
Samsung Galaxy А3 (2016) (стилизация под SAMSUNG Galaxy А36) — смартфон, произведённый Samsung Electronics. Он был представлен 2 декабря 2015 вместе с Galaxy А5 (2016), Galaxy А7 (2016), и Galaxy A9 (2016).

## Оборудование
Galaxy А3 оснащен процессором Exynos 7580, который имеет два кластера по четыре ядра, но Samsung решил заблокировать одну группу по неизвестным причинам. Устройство имеет такой же процессор, как Galaxy А5 (2016), или Qualcomm Snapdragon 410 в некоторых рынках, которые имеет процессор четыре ядра Cortex-А53 ядер сопровождается видеоядром Mali-T720MP2. Смартфон имеет 1,5 Гб ОЗУ и 16 ГБ внутренней памяти, с поддержкой съёмных карт памяти microSD до 128 ГБ. Слот для карт microSD был сделан так, чтобы позволить установку SIM-карты, таким образом Galaxy A3 (2016) также может быть использован как Dual SIM смартфон.

## Дизайн
Samsung Galaxy А3 (2016) имеет алюминиевый и стеклянный корпус, в отличие от Samsung Galaxy А3, А3 (2016) имеет 4,7-дюймовый (120 мм) дисплей по сравнению с 4,5-дюймовым (110 мм) дисплеем предшественника Galaxy А3. В А3 (2016) дисплей защищен стеклом Corning Gorilla Glass 4, также как и задняя сторона телефона.

## Доступность
Galaxy A3 (2016) был выпущен в Китае 15 декабря 2015 года, вслед за другими странами в 1-м квартале 2016 года. В апреле 2016 года, эта модель стала доступна в Европе, Африке, Латинской Америке и Азии. Она не была анонсирована в Северной Америке и Индии; там доступны только Galaxy А5 (2016) и Galaxy А7 (2016).

### Вариации
| Модель      | Процессор               | SIM  | Регион                                          |
| ----------- | ----------------------- | ---- | ----------------------------------------------- |
| SM-A310F    | Samsung Exynos 7578     | Одна | Европа                                          |
| SM-A310F/DS | Samsung Exynos 7578     | Две  | Восточная Европа, Ближний Восток, Африка и Азия |
| SM-A310Y    | Samsung Exynos 7578     | Одна | Австралия и Новая Зеландия                      |
| SM-A310M    | Samsung Exynos 7578     | Одна | Бразилия и Латинская Америка                    |
| SM-A3100    | Qualcomm Snapdragon 410 | Одна | Китай и Гонконг                                 |